# Heterotheridion
Heterotheridion is een monotypisch geslacht van spinnen uit de familie van de Theridiidae (Kogelspinnen).

## Soort
- Heterotheridion nigrovariegatum Simon, 1873